# بابي زوثواني
بابي زوثواني (بالإنجليزية: Papi Zothwane)‏ (17 أغسطس 1981 في جنوب أفريقيا - ) هو لاعب كرة قدم جنوب أفريقي في مركز الوسط. شارك مع منتخب جنوب أفريقيا لكرة القدم. أما مع النوادي، فقد لعب مع ماميلودي صن داونز ولمونتفيل غولدن أروز ‏ وماريتزبرغ يونايتد ‏ ونادي بلومفونتين سيلتيك.

## وصلات خارجية
- بابي زوثواني على موقع قاعدة بيانات كرة القدم.إي يو (الإنجليزية)
- بابي زوثواني على موقع ناشيونال فوتبول تيمز (الإنجليزية)